# Lilly (Eure)
Lilly é uma comuna francesa na região administrativa da Normandia, no departamento de Eure. Estende-se por uma área de 5,92 km². Em 2010 a comuna tinha 84 habitantes (densidade: 14,2 hab./km²).